# Cuaternión dual

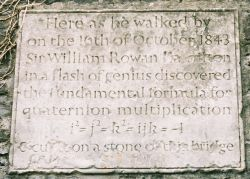
Placa en Broom Bridge (Dublín), que conmemora la invención de los cuaterniones por Hamilton

En matemáticas, los cuaterniones duales constituyen un álgebra isomorfa al álgebra de Clifford de una forma cuadrática degenerada.
En teoría de anillos, los cuaterniones duales son anillos construidos de la misma manera que los cuaterniones, excepto porque usan números duales en lugar de números reales como coeficientes. Un cuaternión dual puede representarse en la forma p + ε q, donde  p  y  q  son cuaterniones ordinarios y ε es la unidad dual (que satisface que εε = 0) y conmuta con cada elemento del álgebra. A diferencia de los cuaterniones, no forman un anillo de división.
En mecánica, los cuaterniones duales se aplican como números para representar transformaciones rígidas en tres dimensiones. Un cuaternión dual es un par ordenado de cuaterniones Â = (A, B), construido a partir de ocho parámetros reales. Debido a que las transformaciones rígidas tienen seis grados reales de libertad, los cuaterniones dobles incluyen dos restricciones algebraicas para esta aplicación.
De manera similar a la forma en que las rotaciones en el espacio 3D pueden representarse por cuaterniones de longitud unitaria, los movimientos rígidos en el espacio 3D pueden representarse por cuaterniones duales de longitud unitaria. Este hecho se usa en cinemática teórica (véase McCarthy), y en aplicaciones a 3D de computación gráfica, robótica y visión artificial.

## Historia
William Rowan Hamilton introdujo los cuaterniones en 1843, y en 1873 W. K. Clifford obtuvo una amplia generalización de estos números, a los que llamó "bicuaterniones", que son un ejemplo de lo que ahora se llama álgebra de Clifford.
En 1898 Alexander McAulay usó Ω con la propiedad de que Ω2 = 0 para generar el álgebra de los cuaterniones duales. Sin embargo, su terminología de "octoniones" no se mantuvo, ya que los octoniones de hoy son otra álgebra.
En Rusia, Aleksandr Kotelnikov desarrolló vectores duales y cuaterniones duales para su uso en el estudio de la mecánica.
En 1891, Eduard Study se dio cuenta de que esta álgebra asociativa era ideal para describir el grupo de movimientos en el espacio tridimensional. Desarrolló aún más la idea en "Geometrie der Dynamen" en 1901.
Bartel Leendert van der Waerden llamó a la estructura "Bicuaterniones de Study", una de las tres álgebras de ocho dimensiones denominadas bicuaterniones.

## Fórmulas
Para describir operaciones con cuaterniones duales, es útil considerar primero los cuaterniones ordinarios.
Un cuaternión es una combinación lineal de los elementos básicos 1, i, j y k. La regla del producto de Hamilton para i, j y k a menudo se escribe como
{\displaystyle i^{2}=j^{2}=k^{2}=ijk=-1.}
Calculando i ( i j k ) = −j k = −i se obtiene j k = i y ( i j k ) k = −i j = −k o i j = k. Ahora, debido a que j ( j k ) = j i = −k, se observa que de aplicar este producto resulta i j = −j i, lo que vincula los cuaterniones a las propiedades de los determinantes.
Una forma conveniente de trabajar con el producto de cuaterniones es escribir un cuaternión como la suma de un escalar y un vector, es decir, A = a0 + A, donde a0 es un número real y A = A1 i + A2 j + A3 k es un vector tridimensional. Las operaciones de producto escalar y vectorial se pueden usar entonces para definir el producto de dos cuaterniones A = a0 + A y C = c0 + C como
{\displaystyle G=AC=(a_{0}+\mathbf {A} )(c_{0}+\mathbf {C} )=(a_{0}c_{0}-\mathbf {A} \cdot \mathbf {C} )+(c_{0}\mathbf {A} +a_{0}\mathbf {C} +\mathbf {A} \times \mathbf {C} ).}
Un cuaternión dual generalmente se describe como un cuaternión con números duales como coeficientes. Un número dual es un par ordenado â = ( a, b ). Para sumar dos números duales basta sumar sus componentes entre sí; y para multiplicarlos se sigue la regla de que â ĉ = ( a, b ) ( c, d ) = (a c, a d + b c). Los números duales a menudo se escriben en la forma â = a + εb, donde ε es la unidad dual que conmuta con i, j, k y tiene la propiedad ε2 = 0.
El resultado es que un cuaternión dual es un par ordenado de cuaterniones Â = ( A, B ). Dos cuaterniones duales se suman componente a componente y se multiplican por la regla,
{\displaystyle {\hat {A}}{\hat {C}}=(A,B)(C,D)=(AC,AD+BC).}
Es conveniente escribir un cuaternión dual como la suma de un escalar dual y un vector dual, Â = â0 + A, donde â0 = ( a, b ) y A = ( A, B ) es el vector dual que define un helicopar. Esta notación permite escribir el producto de dos cuaterniones duales como
{\displaystyle {\hat {G}}={\hat {A}}{\hat {C}}=({\hat {a}}_{0}+{\mathsf {A}})({\hat {c}}_{0}+{\mathsf {C}})=({\hat {a}}_{0}{\hat {c}}_{0}-{\mathsf {A}}\cdot {\mathsf {C}})+({\hat {c}}_{0}{\mathsf {A}}+{\hat {a}}_{0}{\mathsf {C}}+{\mathsf {A}}\times {\mathsf {C}}).}

### Adición
La adición de cuaterniones duales se define por componentes, de modo que dado
{\displaystyle {\hat {A}}=(A,B)=a_{0}+a_{1}i+a_{2}j+a_{3}k+b_{0}\varepsilon +b_{1}\varepsilon i+b_{2}\varepsilon j+b_{3}\varepsilon k,}
y
{\displaystyle {\hat {C}}=(C,D)=c_{0}+c_{1}i+c_{2}j+c_{3}k+d_{0}\varepsilon +d_{1}\varepsilon i+d_{2}\varepsilon j+d_{3}\varepsilon k,}
entonces
{\displaystyle {\hat {A}}+{\hat {C}}=(A+C,B+D)=(a_{0}+c_{0})+(a_{1}+c_{1})i+(a_{2}+c_{2})j+(a_{3}+c_{3})k+(b_{0}+d_{0})\varepsilon +(b_{1}+d_{1})\varepsilon i+(b_{2}+d_{2})\varepsilon j+(b_{3}+d_{3})\varepsilon k,}

### Multiplicación
La multiplicación de dos cuaterniones duales se deduce de las reglas de la multiplicación para las componentes de los cuaterniones i, j, k y de la multiplicación conmutativa por la unidad dual ε. En particular, dado
{\displaystyle {\hat {A}}=(A,B)=A+\varepsilon B,}
y
{\displaystyle {\hat {C}}=(C,D)=C+\varepsilon D,}
entonces
{\displaystyle {\hat {A}}{\hat {C}}=(A+\varepsilon B)(C+\varepsilon D)=AC+\varepsilon (AD+BC).\!}
Téngase en cuenta que no hay un término BD, porque la definición de números duales implica que ε2 = 0.
Esto facilita la tabla de multiplicación (téngase en cuenta que el orden de multiplicación es fila por columna):
| ×  | 1  | i   | j   | k   | ε  | εi  | εj  | εk  |
| -- | -- | --- | --- | --- | -- | --- | --- | --- |
| 1  | 1  | i   | j   | k   | ε  | εi  | εj  | εk  |
| i  | i  | −1  | k   | −j  | εi | −ε  | εk  | −εj |
| j  | j  | −k  | −1  | i   | εj | −εk | −ε  | εi  |
| k  | k  | j   | −i  | −1  | εk | εj  | −εi | −ε  |
| ε  | ε  | εi  | εj  | εk  | 0  | 0   | 0   | 0   |
| εi | εi | −ε  | εk  | −εj | 0  | 0   | 0   | 0   |
| εj | εj | −εk | −ε  | εi  | 0  | 0   | 0   | 0   |
| εk | εk | εj  | −εi | −ε  | 0  | 0   | 0   | 0   |

### Conjugado
El conjugado de un cuaternión dual es la extensión del conjugado de un cuaternión, es decir
{\displaystyle {\hat {A}}^{*}=(A^{*},B^{*})=A^{*}+\varepsilon B^{*}.\!}
Al igual que con los cuaterniones, el conjugado del producto de los cuaterniones duales, Ĝ = ÂĈ, es el producto de sus conjugados en orden inverso.
{\displaystyle {\hat {G}}^{*}=({\hat {A}}{\hat {C}})^{*}={\hat {C}}^{*}{\hat {A}}^{*}.\!}
Es útil introducir las funciones Sc(∗) y Vec(∗) que seleccionan las partes escalar y vectorial de un cuaternión, o las partes escalar dual y vector dual de un cuaternión dual. En particular, si Â = â0 + A, entonces
{\displaystyle {\mbox{Sc}}({\hat {A}})={\hat {a}}_{0},{\mbox{Vec}}({\hat {A}})={\mathsf {A}}.\!}
Esto permite la definición del conjugado de Â como
{\displaystyle {\hat {A}}^{*}={\mbox{Sc}}({\hat {A}})-{\mbox{Vec}}({\hat {A}}).\!}
o,
{\displaystyle ({\hat {a}}_{0}+{\mathsf {A}})^{*}={\hat {a}}_{0}-{\mathsf {A}}.\!}
El producto de un cuaternión dual con sus productos conjugados
{\displaystyle {\hat {A}}{\hat {A}}^{*}=({\hat {a}}_{0}+{\mathsf {A}})({\hat {a}}_{0}-{\mathsf {A}})={\hat {a}}_{0}^{2}+{\mathsf {A}}\cdot {\mathsf {A}}.\!}
es un escalar dual, correspondiente con la magnitud al cuadrado del cuaternión dual.

### Conjugado de un número dual
Un segundo tipo de conjugado de un cuaternión dual se obtiene tomando el conjugado de número dual, dado por
{\displaystyle {\overline {\hat {A}}}=(A,-B)=A-\varepsilon B.\!}
Los conjugados de cuaternión y número dual se pueden combinar en una tercera forma de conjugado dada por
{\displaystyle {\overline {{\hat {A}}^{*}}}=(A^{*},-B^{*})=A^{*}-\varepsilon B^{*}.\!}
En el contexto de los cuaterniones duales, el término "conjugado" puede usarse para referirse al conjugado del cuaternión, al conjugado del número dual, o a ambos.

### Norma
La norma de un cuaternión dual | Â | se calcula usando el conjugado para calcular | Â | = √Â Â*. Este es un número dual llamado magnitud del cuaternión dual. Los cuaterniones duales con | Â | = 1 se denominan cuaterniones duales unitarios.
Cuaterniones duales de magnitud 1 se utilizan para representar desplazamientos euclidianos espaciales. Obsérvese que el requisito de que Â Â* = 1 introduce dos restricciones algebraicas en los componentes de Â, es decir
{\displaystyle {\hat {A}}{\hat {A}}^{*}=(A,B)(A^{*},B^{*})=(AA^{*},AB^{*}+BA^{*})=(1,0).\!}

### Inverso
Si p + ε q es un cuaternión dual y p no es cero, entonces el cuaternión dual inverso viene dado por
 p−1 (1 − ε  q ' p−1).
Por lo tanto, los elementos del subespacio { ε q : q ∈ H }  no tienen inversos. Este subespacio se llama ideal en teoría de anillos. Resulta ser el maximal ideal único del anillo de los números duales.
La unidad del anillo de los números duales consta de números que no están en el propio ideal. Los números duales forman un anillo local, ya que existe un ideal máximo único. El grupo de las unidades es un grupo de Lie y puede estudiarse usando la aplicación exponencial. Los cuaterniones duales se han utilizado para estudiar las transformaciones en el grupo euclídeo. Un elemento general se puede describir como una transformación helicoidal.

## Cuaterniones duales y desplazamientos espaciales
Un beneficio de la formulación de los cuaterniones duales relativa a la composición de dos desplazamientos espaciales DB = ([RB], b) y DA = ([RA], a) es que el cuaternión dual resultante produce directamente el eje helicoidal y el ángulo doble del desplazamiento compuesto DC = DBDA.
En general, el cuaternión dual asociado con un desplazamiento espacial D = ([A], d) se construye a partir de su eje helicoidal S = (S, V) y el ángulo doble (φ, d) donde φ es la rotación y d la proyección sobre este eje, que define el desplazamiento D. El cuaternión dual asociado está dado por
{\displaystyle {\hat {S}}=\cos {\frac {\hat {\phi }}{2}}+\sin {\frac {\hat {\phi }}{2}}{\mathsf {S}}.}
Sea la composición del desplazamiento DB con DA siendo el desplazamiento DC = DBDA. El eje del helicopar y el ángulo doble de DC se obtienen del producto de los cuaterniones duales DA y DB, dados por
{\displaystyle {\hat {A}}=\cos({\hat {\alpha }}/2)+\sin({\hat {\alpha }}/2){\mathsf {A}}\quad {\text{and}}\quad {\hat {B}}=\cos({\hat {\beta }}/2)+\sin({\hat {\beta }}/2){\mathsf {B}}.}
Es decir, el desplazamiento compuesto DC = DBDA tiene el cuaternión dual asociado dado por
{\displaystyle {\hat {C}}=\cos {\frac {\hat {\gamma }}{2}}+\sin {\frac {\hat {\gamma }}{2}}{\mathsf {C}}={\Big (}\cos {\frac {\hat {\beta }}{2}}+\sin {\frac {\hat {\beta }}{2}}{\mathsf {B}}{\Big )}{\Big (}\cos {\frac {\hat {\alpha }}{2}}+\sin {\frac {\hat {\alpha }}{2}}{\mathsf {A}}{\Big )}.}
Desarrollando este producto, se obtiene
{\displaystyle \cos {\frac {\hat {\gamma }}{2}}+\sin {\frac {\hat {\gamma }}{2}}{\mathsf {C}}={\Big (}\cos {\frac {\hat {\beta }}{2}}\cos {\frac {\hat {\alpha }}{2}}-\sin {\frac {\hat {\beta }}{2}}\sin {\frac {\hat {\alpha }}{2}}{\mathsf {B}}\cdot {\mathsf {A}}{\Big )}+{\Big (}\sin {\frac {\hat {\beta }}{2}}\cos {\frac {\hat {\alpha }}{2}}{\mathsf {B}}+\sin {\frac {\hat {\alpha }}{2}}\cos {\frac {\hat {\beta }}{2}}{\mathsf {A}}+\sin {\frac {\hat {\beta }}{2}}\sin {\frac {\hat {\alpha }}{2}}{\mathsf {B}}\times {\mathsf {A}}{\Big )}.}
Dividiendo ambos lados de esta ecuación por la identidad, resulta
{\displaystyle \cos {\frac {\hat {\gamma }}{2}}=\cos {\frac {\hat {\beta }}{2}}\cos {\frac {\hat {\alpha }}{2}}-\sin {\frac {\hat {\beta }}{2}}\sin {\frac {\hat {\alpha }}{2}}{\mathsf {B}}\cdot {\mathsf {A}}}
para obtener
{\displaystyle \tan {\frac {\hat {\gamma }}{2}}{\mathsf {C}}={\frac {\tan {\frac {\hat {\beta }}{2}}{\mathsf {B}}+\tan {\frac {\hat {\alpha }}{2}}{\mathsf {A}}+\tan {\frac {\hat {\beta }}{2}}\tan {\frac {\hat {\alpha }}{2}}{\mathsf {B}}\times {\mathsf {A}}}{1-\tan {\frac {\hat {\beta }}{2}}\tan {\frac {\hat {\alpha }}{2}}{\mathsf {B}}\cdot {\mathsf {A}}}}.}
Esta es la fórmula de Rodrigues para el eje del movimiento helicoidal de un desplazamiento compuesto definido en términos de los ejes del resultado helicoidal de los dos desplazamientos. Esta fórmula se dedujo en 1840.
Los tres ejes helicoidales A, B y C forman un triángulo espacial y los ángulos dobles en estos vértices formados por las normales comunes que forman los lados de este triángulo están directamente relacionados con los ángulos dobles de los tres desplazamientos espaciales.

## Forma matricial de la multiplicación de cuaterniones duales
La representación matricial del producto de cuaterniones es conveniente para programar sus cálculos utilizando álgebra matricial, lo que también es cierto para las operaciones con cuaterniones duales.
El producto de cuaterniones AC es una transformación lineal por el operador A de los componentes del cuaternión C, y por lo tanto, existe una representación matricial de A que opera sobre el vector formado a partir de las componentes de C.
Introduciendo los componentes del cuaternión C = c0 + C en la matriz C = (C1, C2, C3, c0), se observa que los componentes de la parte del vector del cuaternión se enumeran primero y el escalar se enumera en último lugar. Esta es una elección arbitraria, pero una vez que se selecciona esta convención, se debe cumplir sistemáticamente.
El producto de cuaterniones AC ahora puede representarse como el producto matricial
{\displaystyle AC=[A^{+}]C={\begin{bmatrix}a_{0}&A_{3}&-A_{2}&A_{1}\\-A_{3}&a_{0}&A_{1}&A_{2}\\A_{2}&-A_{1}&a_{0}&A_{3}\\-A_{1}&-A_{2}&-A_{3}&a_{0}\end{bmatrix}}{\begin{Bmatrix}C_{1}\\C_{2}\\C_{3}\\c_{0}\end{Bmatrix}}.}
El producto AC también puede ser visto como una operación de C sobre las componentes de A, en cuyo caso se tiene que
{\displaystyle AC=[C^{-}]A={\begin{bmatrix}c_{0}&C_{3}&-C_{2}&C_{1}\\-C_{3}&c_{0}&C_{1}&C_{2}\\C_{2}&-C_{1}&c_{0}&C_{3}\\-C_{1}&-C_{2}&-C_{3}&c_{0}\end{bmatrix}}{\begin{Bmatrix}A_{1}\\A_{2}\\A_{3}\\a_{0}\end{Bmatrix}}.}
El producto del cuaternión dual Â = (A, B) (C, D) = (AC, AD + BC) puede formularse como una operación matricial de la siguiente manera. Introduciendo los componentes de Ĉ en la matriz de ocho dimensiones Ĉ = (C1, C2, C3, c0, D1, D2, D3, d0), se tiene que el producto de la matriz de 8x8 proporciona Ĉ
{\displaystyle {\hat {A}}{\hat {C}}=[{\hat {A}}^{+}]{\hat {C}}={\begin{bmatrix}A^{+}&0\\B^{+}&A^{+}\end{bmatrix}}{\begin{Bmatrix}C\\D\end{Bmatrix}}.}
Como se vio para los cuaterniones, el producto ÂĈ puede considerarse como la operación de Ĉ sobre el vector de coordenadas Â, lo que significa que ÂĈ también puede formularse como
{\displaystyle {\hat {A}}{\hat {C}}=[{\hat {C}}^{-}]{\hat {A}}={\begin{bmatrix}C^{-}&0\\D^{-}&C^{-}\end{bmatrix}}{\begin{Bmatrix}A\\B\end{Bmatrix}}.}

## Más sobre los desplazamientos espaciales
El cuaternión dual de un desplazamiento D = ([A], d) se puede construir a partir del cuaternión S = cos (φ/2) + sin (φ/2) S que define la rotación [A] y el cuaternión del vector construido a partir del vector de traslación d, dado por D = d1i + d2j + d3k. Usando esta notación, el cuaternión dual para el desplazamiento D = ([A], d) viene dado por
{\displaystyle {\hat {S}}=S+\varepsilon {\frac {1}{2}}DS.}
Sean las coordenadas plückerianas de una recta en la dirección x que atraviesa un punto p de un cuerpo en movimiento y sus coordenadas en el marco de referencia fijo situado en la dirección X a través del punto P dado por,
{\displaystyle {\hat {x}}=\mathbf {x} +\varepsilon \mathbf {p} \times \mathbf {x} \quad {\text{and}}\quad {\hat {X}}=\mathbf {X} +\varepsilon \mathbf {P} \times \mathbf {X} .}
Entonces, el cuaternión dual del desplazamiento de este cuerpo transforma las coordenadas plückerianas en el marco móvil en coordenadas plückerianas en el marco fijo mediante la fórmula
{\displaystyle {\hat {X}}={\hat {S}}{\hat {x}}{\overline {{\hat {S}}^{*}}}.}
Usando la forma matricial del producto de cuaterniones duales, esto se convierte en
{\displaystyle {\hat {X}}=[{\hat {S}}^{+}][{\hat {S}}^{-}]^{*}{\hat {x}}.}
Este cálculo se realiza fácilmente mediante operaciones matriciales.

## Cuaterniones duales y transformaciones homogéneas 4 × 4
Puede ser útil, especialmente en movimientos de sólidos rígidos, representar cuaterniones duales como matrices homogéneas. Como se indicó anteriormente, un cuaternión dual se puede escribir como
{\displaystyle {\hat {q}}=r+d\varepsilon }
donde r y d son ambos cuaterniones. El cuaternión r se conoce como la parte real o rotacional y el cuaternión d se conoce como la parte dual o de desplazamiento.
La parte de rotación puede ser dada por
{\displaystyle r=r_{w}+r_{x}i+r_{y}j+r_{z}k=\cos \left({\frac {\theta }{2}}\right)+\sin \left({\frac {\theta }{2}}\right)\left({\vec {a}}\cdot (i,j,k)\right)}
donde {\displaystyle \theta } es el ángulo de rotación sobre la dirección dada por el vector unitario {\displaystyle {\vec {a}}}. La parte de desplazamiento se puede escribir como
{\displaystyle d=0+{\frac {\Delta x}{2}}i+{\frac {\Delta y}{2}}j+{\frac {\Delta z}{2}}k}.
El equivalente en forma de cuaternión dual de un vector 3D es
{\displaystyle {\hat {v}}:=1+\varepsilon (v_{x}i+v_{y}j+v_{z}k)}
y su transformación por {\displaystyle {\hat {q}}} viene dada por
{\displaystyle {\hat {v}}'={\hat {q}}\cdot {\hat {v}}\cdot {\overline {{\hat {q}}^{*}}}}.
Estos cuaterniones duales (o en realidad sus transformaciones en vectores 3D) pueden representarse mediante la matriz de transformación homogénea
{\displaystyle T={\begin{pmatrix}1&0&0&0&\\\Delta x&&&\\\Delta y&&R&\\\Delta z&&&\\\end{pmatrix}}}
donde la matriz ortogonal de 3 × 3 viene dada por
{\displaystyle R={\begin{pmatrix}r_{w}^{2}+r_{x}^{2}-r_{y}^{2}-r_{z}^{2}&2r_{x}r_{y}-2r_{w}r_{z}&2r_{x}r_{z}+2r_{w}r_{y}\\2r_{x}r_{y}+2r_{w}r_{z}&r_{w}^{2}-r_{x}^{2}+r_{y}^{2}-r_{z}^{2}&2r_{y}r_{z}-2r_{w}r_{x}\\2r_{x}r_{z}-2r_{w}r_{y}&2r_{y}r_{z}+2r_{w}r_{x}&r_{w}^{2}-r_{x}^{2}-r_{y}^{2}+r_{z}^{2}\\\end{pmatrix}}.}
Para el vector 3D
{\displaystyle v={\begin{pmatrix}1\\v_{x}\\v_{y}\\v_{z}\\\end{pmatrix}}}
la transformación por T está dada por
{\displaystyle {\vec {v}}'=T\cdot {\vec {v}}}

## Epónimos
Dado que tanto Eduard Study como William Kingdon Clifford usaron y escribieron sobre cuaterniones duales, a veces los autores se refieren a los cuaterniones duales como "bicuaterniones de Study" o como "bicuaterniones de Clifford". El último epónimo también se ha utilizado para referirse a los bicuaterniones-divididos. El artículo de Joe Rooney vinculado a continuación muestra los argumentos de un partidario de W.K. Clifford en esta pugna. Dado que las afirmaciones de Clifford y de Study están en disputa, es conveniente usar la designación actual de "cuaternión dual" para evitar conflictos.

## Lecturas relacionadas
- Ian Fischer (1998). Dual-Number Methods in Kinematics, Statics and Dynamics. CRC Press. ISBN 978-0-8493-9115-6.
- E. Pennestri y R. Stefanelli (2007) Álgebra lineal y algoritmos numéricos utilizando números duales, publicado en "Multibody System Dynamics" 18 (3): 323–349.
- E. Pennestri y PP Valentini, Cuaterniones duales como una herramienta para el usuario. vol. 57, págs. 187–205, 2010
- E. Pennestri y P. P. Valentini, Algoritmos lineales de álgebra dual y su aplicación a la cinemática,  Multibody Dynamics pp., 207, pág.

doi 10.1007/978-1-4020-8829-2_11
- D.P. Chevallier (1996) "Sobre el principio de transferencia en cinemática: sus diversas formas y limitaciones", "Mecanismo y teoría de la máquina" 31 (1): 57-76.
- M.A. Gungor (2009) "Movimientos esféricos Lorentzianos duales y fórmulas dobles de Euler-Savary", "European Journal of Mechanics A Solids 28 (4): 820–6.